# Brewster Kahle
Brewster Lurton Kahle (New York, 22 ottobre 1960) è un imprenditore, informatico, attivista e archivista digitale statunitense.

## Biografia
Kahle si è laureato presso il Massachusetts Institute of Technology nel 1982 in informatica (Computer Science & Engineering). Condusse i suoi studi soprattutto sull'intelligenza artificiale ed ebbe come insegnanti Marvin Minsky e W. Daniel Hillis.
Kahle è il fondatore di Internet Archive e della Open Content Alliance, organizzazioni impegnate a creare un database permanente e accessibile al pubblico di materiale digitale. Kahle è socio della American Academy of Arts and Sciences, membro della National Academy of Engineering e fa parte del consiglio di amministrazione della Electronic Frontier Foundation, di Public Knowledge e Internet Archive; è inoltre un membro del consiglio consultivo del Digital National Information Infrastructure e Preservation Program della Biblioteca del Congresso oltre che membro del comitato consultivo per cyberinfrastrutture della National Science Foundation.
È stato membro della Thinking Machines Corporation (1983-1992), presso cui ha sviluppato il sistema WAIS (Wide area information server), un precursore di tutti i sistemi di ricerca sul World Wide Web. Nel 1992 ha fondato, con Bruce Gilliat, la WAIS, Inc. (venduta ad AOL nel 1995 per 15 milioni di dollari) e, nel 1996, Alexa Internet (venduta ad Amazon.com nel 1999), di cui Giliat è stato amministratore delegato. Nello stesso periodo ha fondato Internet Archive, che continua a dirigere e che rappresenta la sua visione di una biblioteca digitale globale e gratuita, che rende accessibili oltre ai libri anche altro materiale digitale e altri tipo di documenti, video, audio, concerti musicali liberamente redistribuibili, programmi TV, trasmissioni radio, "istantanee" del World Wide Web, ecc.
Nel 2010 gli è stata conferita la laurea honoris causa in informatica dal Simmons College, dove ha studiato biblioteconomia nel 1980.
Kahle e sua moglie, Mary Austin, hanno creato la Kahle/Austin Foundation, che supporta Internet Archive e altre organizzazioni no-profit. La fondazione supporta economicamente anche la Free Software Foundation per il Progetto GNU.

## Premi e riconoscimenti
- Bachelor of Science al MIT, 1982
- National Academy of Engineering, 2010
- American Academy of Arts and Sciences, membro dal 2005
- Consigliere al Library of Congress NDIIP
- Consigliere al NSF Cyber Infrastructure advisory board
- Paul Evan Peters Award (2004) dal Coalition of Networked Information (CNI).[7]
- Robert B. Downs Intellectual Freedom Award (2008) dalla Università dell'Illinois
- premio Knowledge Trust Honors (2007)
- premio Public Knowledge
- "50 Visionaries Changing Your World" (2009), Utne Reader[8]
- Honorary Doctor of Laws, University of Alberta (2010),[9]
- Zoia Horn Intellectual Freedom Award (2010)[10][11]